# 澳洲科學院
澳大利亚科學院（Australian Academy of Science；AAS），創立於1954年，由一群著名的澳洲學者依據皇家特許所創立，創辦成員包含多位英國皇家學會會員。由澳洲國立大學马克·奥利芬特教授擔任創院院長。
其主建築物（The Shine Dome）座落在澳洲首都特區坎培拉的澳洲國立大學（ANU）校園旁，是當地的知名地標之一。
澳洲科學院在大洋洲的學術地位，類似於英國皇家學會或中國科學院。